# Hamza Messaadi
Hamza Messaadi, né le 16 mars 1989 à Tazarka, est un footballeur tunisien évoluant au poste de milieu offensif.

## Biographie
Arrivé au Club africain en 2004, dans la classe des cadets, il signe un contrat de cinq ans au Club africain en juillet 2008.

## Palmarès
- Coupe nord-africaine des clubs champions (2) : 2008 et 2010 avec le Club africain